# Diogo Hubner
Diogo Kent Hubner (Niterói, 30 de janeiro de 1983) é um handebolista olímpico brasileiro, que joga na posição de armador central.

## Trajetória desportiva
O interesse pelo handebol começou em 1992, no colégio Centro Educacional de Niterói (CEN), por incentivo do então professor de educação física Luiz Antônio Brasil. De 1995 a 1999, atuou no Niterói Rugby. Em busca de aprimoramento, com 16 anos foi morar em São Paulo, e jogar na Metodista/São Bernardo/Petrobras; porém, a saudade de casa fez com que esta experiência durasse apenas quatro meses.
Em 2000 foi jogar no Club de Regatas Vasco da Gama onde permaneceu até dezembro de 2001. Decidido a parar de jogar após uma decepção profissional, recebeu um convite para vir jogar na ADC Metodista/São Bernardo, e daí não parou mais.
Integrou a equipe que ganhou medalha de ouro nos Jogos Pan-Americanos de 2015, em Toronto.
Fez parte da Seleção Brasileira de Handebol Masculino nos Jogos Olímpicos de 2016, no Rio de Janeiro. 

### Principais conquistas[2]
- Ouro nos Jogos Pan-Americanos de 2015 em Toronto
- Ouro nos Jogos Sul-Americanos de 2014 em Santiago
- Campeão sul-americano - 2003
- Campeão pan-americano júnior - 2004
- Campeão pan-americano juvenil - 2001